# Darlan Rosa
Darlan Rosa (Coromandel, 26 de janeiro de 1947) é um artista plástico brasileiro, conhecido principalmente pela criação do mascote de vacinação do Sistema Único de Saúde (SUS), o Zé Gotinha.